# Kentucky Kernels
Kentucky Kernels is een Amerikaanse filmkomedie uit 1934 onder regie van George Stevens. Destijds werd de film in Nederland uitgebracht onder de titel De pleegvaders.

## Verhaal
Willie en Elmer worden de pleegvaders van het weeskind Spanky. Ze nemen hem mee naar het zuiden van de Verenigde Staten, omdat Spanky een boerderij schijnt te hebben geërfd. Ze komen er midden in een familievete terecht.

## Rolverdeling
| Acteur            | Personage         |
| ----------------- | ----------------- |
| Bert Wheeler      | Willie            |
| Robert Woolsey    | Elmer             |
| Mary Carlisle     | Gloria            |
| George McFarland  | Spanky            |
| Noah Beery        | Kolonel Wakefield |
| Lucille La Verne  | Tante Hannah      |
| Willie Best       | Buckshot          |
| Margaret Dumont   | Mevrouw Baxter    |
| Louis Mason       | Rechter Ezra      |
| Paul Page         | Jerry Bronson     |
| Frank McGlynn jr. | Jeff Wakefield    |
| Richard Alexander | Hank Wakefield    |
| William Pawley    | John Wakefield    |